# Sweeney Todd (musical)
Sweeney Todd, the Demon Barber of Fleet Street é um musical vencedor de vários Prêmios Tony, inspirado no livro de Hugh Wheeler, com músicas e letras de Stephen Sondheim. O qual se baseou em uma lenda local criada por Christopher Bond, Sweeney Todd ou The String of Pearls, de 1846.
Em 2007, foi lançada a adaptação em filme do musical, dirigida por Tim Burton. Nesse mesmo ano, a peça teve uma montagem acadêmica, em São Paulo, com o ator Saulo Vasconcelos no papel de Sweeney Todd.
Em dezembro de 2019, foi anunciada a montagem profissional do musical, em São Paulo. Intitulada "Sweeney Todd - O Cruel Barbeiro da Rua Fleet", a produção teve Rodrigo Lombardi e Andrezza Massei nos papéis principais. A estreia ocorreu em 18 de março de 2022, no 033 Rooftop, e teve a temporada estendida até 19 de junho de 2022.

## Produções brasileiras

#### São Paulo (2022)
Em 21 de dezembro de 2019, foi anunciado que a empresa Move Concerts traria o musical 'Sweeney Todd' ao Brasil, com o ator Rodrigo Lombardi no papel-título; Zé Henrique de Paula, responsável pela direção e sócio da produtora Adriana Del Claro no projeto, Fernanda Maia, responsável pela direção musical, e Gabriel Malo pela coreografia, com estreia prevista para o segundo semestre de 2020.
Porém, com a pandemia da covid-19, a produção foi adiada, retomada pela empresa Del Claro Produções em parceria com a Firma de Teatro. Em dezembro de 2021, a atriz Andrezza Massei foi anunciada no elenco, no papel de Dona Lovett, com direção musical de Fernanda Maia, direção-geral de Zé Henrique de Paula e estreia prevista para 2022.
A montagem brasileira estreou em 18 de março de 2022, apresentada no 033 Rooftop do Teatro Santander, contando com formato imersivo. Na plateia com mesas e cadeiras, o público pôde desfrutar de um menu variado com gastronomia feita totalmente com alimentação vegetariana. A temporada, do musical foi prorrogada até o dia 19 de junho de 2022.
O elenco contou com Rodrigo Lombardi como Sweeney Todd/ Benjamin Barker, Andrezza Massei como Dona Lovett, Mateus Ribeiro como Tobias Ragg, Amanda Vicente como Lucy Barker, Guilherme Sant'Anna como Juiz Turpin, Gui Leal como Criado Bamford, Caru Truzzi como Johanna, Dennis Pinheiro como Anthony, Elton Towersey e Pedro Navarro no papel de Adolfo Pirelli. No coro, esteve Renato Caetano, Diego Luri, Edmundo Vitor, Davi Novaes, Pedro Silveira, Sofie Orleans, Bel Barros e Pamella Machado.
O espetáculo alcançou enorme sucesso de público e crítica no Brasil, com sessões esgotadas e oito indicações ao Prêmio Bibi Ferreira. A produção conquistou prêmios nas categorias de Melhor Direção em Musicais, para Zé Henrique de Paula, Melhor Atriz, para Andrezza Massei, e Melhor Figurino, para João Pimenta.

#### Curitiba (2024)
Em 08 de março de 2024, foi anunciado o retorno da produção da Del Claro Produções, em Curitiba para três únicas apresentações do espetáculo nos dias 20 e 21 de abril, no Teatro Positivo, considerado o maior teatro instalado no estado do Paraná. As apresentações na capital paranaense contaram com orquestra ao vivo, composta por 9 músicos e elenco de 18 atores.
Na nova montagem, o papel-título do cruel barbeiro, Sweeney Todd, interpretado em 2022 por Rodrigo Lombardi, foi assumido pelo ator convidado, Saulo Vasconcelos, considerado um dos maiores atores de teatro musical no Brasil, ao lado da atriz Andrezza Massei, que retornou ao papel da outra protagonista da obra,  Dona Lovett.
O elenco completo do espetáculo contou com Saulo Vasconcelos como Sweeney Todd, Andrezza Massei como Dona Lovett, Paulo Viel como Tobias Ragg, Rodrigo Mercadante como Juiz Turpin, Pedro Silveira como Anthony, Sofie Orleans como Johanna, Gui Leal como Bedel Bamford, Amanda Vicentte como Lucy Barker e Elton Towersey como Adolfo Pirelli. No coro, esteve Bel Barros, Davi Novaes, Davi Tápias, Guilherme Gila, Fabiana Tolentino, Paulinho Ocanha, Renato Caetano, Samir Alves e Vanessa Espósito.
A produção contou novamente com direção musical de Fernanda Maia, direção geral de Zé Henrique de Paula e produção geral de Adriana Del Claro, realização da Del Claro Produções, empresa do Grupo Live, em parceria com a Firma de Teatro e produção local da RW7.

### Montagens acadêmicas
Em 2007, em São Paulo, o Teatro Brigadeiro (atual Teatro Nissi) recebeu por dois dias uma produção acadêmica produzida pelo centro de treinamento para Teatro Musical, Casa de Artes Operária. A montagem foi estrelada por Saulo Vasconcelos, no papel título (Sweeney Todd), Mrs. Lovett por Ana Flávia Bueno, Juiz Turpin por Cleto Baccic, Beadle Bamford por Nick Vila Maior, Anthony Hope por Olavo Cavalheiro, Johanna Barker por Vânia Canto e Tobias Ragg por Rodrigo Alfer. Ainda no elenco nomes como André Loddi, Marco Azevedo e Dante Paccola.
A produção contou com a direção cênica de Ana Taglianetti, Vitor Beire (responsável também pela encenação e versão) e Fernanda Camargo, já a direção musical era de Guilherme Terra.
Outras instituições, como a CAL – Casa das Artes de Laranjeiras, também realizaram montagens acadêmicas do musical, em 2016, no Rio de Janeiro.

## Personagens principais
| Personagem                        | Tipo Vocal                          | Descrição |
| --------------------------------- | ----------------------------------- | --- |
| Sweeney Todd / Benjamin Barker    | Barítono (ou Baixo-barítono) F2-G♭4 | Triste e vingativo; um barbeiro preso injustamente singularmente focado em uma vingança sangrenta. O atormentado protagonista da história, pai de Johanna.                                                     |
| Nellie Lovett                     | Contralto (ou Mezzo-Soprano) F♯3-E5 | Dona de uma loja de tortas de carne. Empreendedora e amoral. Ela se apaixona por Todd e transforma seu desejo de vingança em um negócio lucrativo.                                                             |
| Anthony Hope                      | Baritenor A♭2-F♯4                   | Um jovem marinheiro ingênuo que resgatou Todd e se apaixona por Johanna Barker. |
| Johanna Barker                    | Soprano B3-B♭5                      | A linda e jovem filha de Todd, criada pelo juiz Turpin como sua protegida. Uma garota vivaz, cheia de inocência, constantemente ansiando por liberdade.                                                        |
| Juiz Turpin                       | Barítono (or Bass) E2-F♯4           | Um juiz corrupto que ficou obcecado por Lucy Barker e, mais tarde, por sua filha Johanna. Funcionário público lascivo que se apresenta como um autoritário hipócrita.                                          |
| Tobias Ragg                       | Tenor (ou Soprano Masculino) B♭2-A4 | Um jovem pobre aprendiz de Pirelli, que depois trabalha com Lovett, onde a tem como uma família adotiva, mas não confia em Todd.                                                                               |
| Bedel Bamford                     | Tenor D3-D5                         | Um funcionário público corrupto e pomposo que é o braço direito e cúmplice do juiz Turpin. |
| Mendiga / Lucy Barker             | Mezzo-Soprano (ou Soprano) A♭3-F♯5  | Uma mulher perturbada e esquizofrênica que guarda um segredo obscuro e surpreendente: eventualmente identificada como Lucy, a esposa de Benjamin Barker, que foi estuprada pelo juiz Turpin.                   |
| Adolfo Pirelli / Daniel O'Higgins | Tenor B2-C5                         | Um charlatão irlandês e ex-funcionário de Benjamin Barker que desde então desenvolveu uma personalidade pública como um barbeiro italiano chamativo; ele tenta chantagear Todd, mas acaba sendo morto por ele. |

## Elencos

### Elencos Originais
| Personagem     | Elenco Original da Broadway 1979 | Elenco Original de Londres 1980 | Elenco Original de São Paulo 2022 |
| -------------- | -------------------------------- | ------------------------------- | --------------------------------- |
| Sweeney Todd   | Len Cariou                       | Denis Quilley                   | Rodrigo Lombardi                  |
| Mrs. Lovett    | Angela Lansbury                  | Sheila Hancock                  | Andrezza Massei                   |
| Anthony Hope   | Victor Garber                    | Andrew C. Wadsworth             | Dennis Pinheiro                   |
| Johanna Barker | Sarah Rice                       | Mandy More                      | Caru Truzzi                       |
| Juiz Turpin    | Edmund Lyndeck                   | Austin Kent                     | Guilherme Sant'Anna               |
| Tobias Ragg    | Ken Jennings                     | Michael Staniforth              | Mateus Ribeiro                    |
| Bedel Bamford  | Jack Eric Williams               | David Wheldon-Williams          | Gui Leal                          |
| Mendiga        | Merle Louise                     | Dilys Watling                   | Amanda Vicente                    |
| Adolfo Pirelli | Joaquin Romaguera                | John Aron                       | Elton Towersey                    |
| Adolfo Pirelli | Joaquin Romaguera                | John Aron                       | Pedro Navarro                     |